# 斯托伊 (伊利諾伊州)
斯托伊（英語：Stoy）是位於美國伊利諾伊州克勞福德縣的一個村落。

## 地理
斯托伊的座標為38°59′51″N 87°49′59″W / 38.99750°N 87.83306°W，而該地最高點為海拔高度147米（即482英尺）。

## 人口
根據2010年美國人口普查的數據，斯托伊的面積為2.32平方千米，當中陸地面積為2.32平方千米，而水域面積為0.00平方千米。當地共有人口104人，而人口密度為每平方千米44人。